# Dusona downesi
Dusona downesi är en stekelart som först beskrevs av Henry Lorenz Viereck 1925.  Dusona downesi ingår i släktet Dusona och familjen brokparasitsteklar. Inga underarter finns listade i Catalogue of Life.